# Список австрійських художників
Алфавітний список австрійських художників

## А
- Август Айзенменгер (1830—1907)
- Альбіновська-Мінкевич Софія Юліанівна (1886—1972)
- Рудольф фон Альт (1812—1905)
- Фрідріх фон Амерлінг (1803—1887)

## Б
- Герберт Байєр (1900—1985)
- Рудольф Бахер (1862—1945)
- Карл фон Блаас (1815—1894)
- Юліус фон Блаас (1845—1923)
- Герберт Бьокль[ru] (1894—1966)

## В
- Вільгельм Воданскі[ru] (1876—1958)

## Г
- Густав Гауль (1836—1888)
- Адольф Гітлер (1889—1945)

## М
- Ганс Макарт (1840—1884)

## П
- Август фон Петтенкофен (1822—1889)

## Р
- Йоганн Баптист Рейтер (1813—1890)

## Ф
- Камілла Фрідлендер (1856—1928)
- Фрідріх Фрідлендер (1825—1901)

## Ш
- Карл Швенінгер Молодший[de] (1854—1912)
- Карл Швенінгер Старший[de] (1818—1887)
- Роза Швенінгер[en] (1849—1918)[1]